# Polyptychus nigriplaga
Polyptychus nigriplaga là một loài bướm đêm thuộc họ Sphingidae. Loài này có ở miền trung và phía tây Châu Phi.
Chiều dài cánh trước là 29–36 mm đối với con cái. Cánh trước và thân màu nâu vàng.

## Phụ loài
- Polyptychus nigriplaga nigriplaga
- Polyptychus nigriplaga kivui Clark, 1926 (Lowland forest from Liberia và the Ivory Coast to the Congo và Uganda)[1]